# Estádio do Junco
O Estádio Municipal Plácido Aderaldo Castelo, conhecido como Estádio do Junco ou Juncão, é um estádio de futebol localizado na cidade de Sobral, no estado do Ceará.

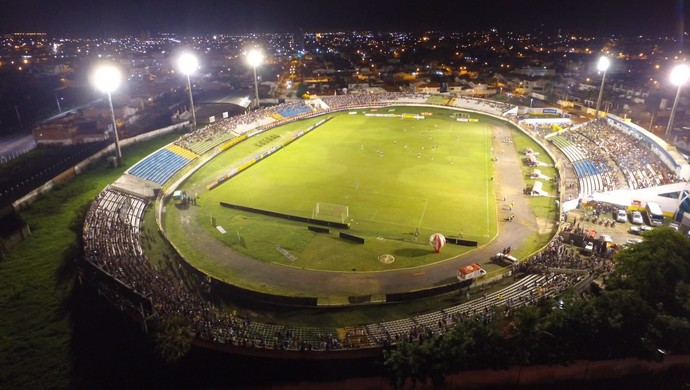
Estádio do Junco em partida válida pelo Campeonato Cearense.

Sua capacidade é de 10.000 pessoas. Foi inaugurado em 1969 na gestão do então prefeito Jerônimo Medeiros Prado que atribuiu ao estádio o nome de um ex-governador do estado, Plácido Aderaldo Castelo. A partida inaugural aconteceu entre Guarany de Sobral e América, da cidade de Fortaleza.
A iluminação do estádio foi inaugurada poucos anos depois, ordenado pelo presidente da associação esportes de Sobral, Lewan Albuquerque Lustosa. E na gestão do prefeito José Parente Prado, entre 1973 e 1977. Em 1999, na gestão do prefeito Cid Ferreira Gomes, recebeu sua, até então, maior reforma. Neste ano o estádio do Junco ganhou o primeiro carro-maca do estado do Ceará e uma placa eletrônica de substituição, uma das primeiras do estado, além de ter todo o seu gramado trocado. 
No ano de 2000 o estádio sedia a primeira final de Campeonato Cearense fora da capital, a partida foi um Clássico-Rei, com o Fortaleza se sagrando o campeão estadual de 2000.
Em 2011 o Juncão passou a ser um dos estádios mais modernos do estado, recebendo cadeiras e um placar eletrônico do estádio Castelão, em Fortaleza, que entrou em reforma visando à Copa do Mundo de 2014. Além destes aparelhos, também vieram do Castelão catracas eletrônicas. Também foram construídos um vestiário para arbitragem feminina e sala de imprensa. Já o vestiário da arbitragem recebeu climatização.
Após cerca de um ano fechado por condições inadequadas, o estádio foi revitalizado, ganhou nova pintura, manutenções no gramado, reforma dos banheiros, instalação de refletores em LED e readequação da arquibancada. Foi reinaugurado para a população no dia 05 de julho de 2025, no aniversário da cidade de Sobral, como parte da programação dos 252 anos. A entrega contou com diversas personalidades da política local e da imprensa. No mesmo dia, ocorreu o primeiro clássico da cidade, entre o Guarany de Sobral e o clube recém fundado naquele momento, o Vila Real, pela 2ª rodada da Série C do Campeonato Cearense.